# Strelac A*
Strelac A* (čita se „Strelac A zvezdica” ili „Strelac A asterisk” , skraćeno Sgr&nbsp;A*) jeste supermasivna crna rupa, slična onima  čije je postojanje u središtima većine, ako ne i svih spiralnih i eliptičnih galaksija opšte prihvaćeno, smeštena u sazvežđu Strelac A, sjajnom i veoma kompaktnom astronomskom radio izvoru u centru Mlečnog puta, blizu granice sazvežđa Strelac i Škorpija oko 5,6° južno od ekliptike.
Posmatranja većeg broja zvezda koje kruže oko Strelca A*, posebno zvezde S2, korišćene su da pruže dokaze o njegovom prisustvu i za generisanje podataka o hipotetisanoj centralnoj supermasivnoj crnoj rupi Mlečnog puta, i navele su neke naučnike da zaključe da je Strelac A* van svake razumne sumnje mesto te crne rupe.

## Orbitirajuće zvezde
Pretpostavljene orbite zvezda oko kandidata supermasivne crne rupe Strelac A* u centru Mlečnog puta prema Gillessen et al. 2017, s izuzetkom S2, koji je iz GRAVITY 2019. Ovde je id ime zvezde u Gilesenovom katalogu. a, e, i, Ω i ω su standardni orbitalni elementi, sa a merenim u ugaonim sekundama. Tp je epoha prolaska pericentra, P je orbitalni period u godinama, a Kmag je prividna veličina zvezde u K-opsegu. r i v su rastojanje pericentara u AU i brzina pericentra u procentima brzine svetlosti, i Δ označava standardno odstupanje pridruženih količina.
| id   | a      | Δa     | e      | Δe     | i (°)  | Δi   | Ω (°)  | ΔΩ    | ω (°)  | Δω    | Tp (yr)  | ΔTp     | P (yr) | ΔP     | Kmag  | r (AU)  | Δr     | v (%c) | Δv   |
| ---- | ------ | ------ | ------ | ------ | ------ | ---- | ------ | ----- | ------ | ----- | -------- | ------- | ------ | ------ | ----- | ------- | ------ | ------ | ---- |
| S1   | 0.5950 | 0.0240 | 0.5560 | 0.0180 | 119.14 | 0.21 | 342.04 | 0.32  | 122.30 | 1.40  | 2001.800 | 0.150   | 166.0  | 5.8    | 14.70 | 2160.7  | 6.7    | 0.55   | 0.03 |
| S2   | 0.1251 | 0.0001 | 0.8843 | 0.0001 | 133.91 | 0.05 | 228.07 | 0.04  | 66.25  | 0.04  | 2018.379 | 0.001   | 16.1   | 0.0    | 13.95 | 118.4   | 0.2    | 2.56   | 0.00 |
| S4   | 0.3570 | 0.0037 | 0.3905 | 0.0059 | 80.33  | 0.08 | 258.84 | 0.07  | 290.80 | 1.50  | 1957.400 | 1.200   | 77.0   | 1.0    | 14.40 | 1779.7  | 25.1   | 0.57   | 0.01 |
| S6   | 0.6574 | 0.0006 | 0.8400 | 0.0003 | 87.24  | 0.06 | 85.07  | 0.12  | 116.23 | 0.07  | 2108.610 | 0.030   | 192.0  | 0.2    | 15.40 | 860.3   | 4.4    | 0.94   | 0.00 |
| S8   | 0.4047 | 0.0014 | 0.8031 | 0.0075 | 74.37  | 0.30 | 315.43 | 0.19  | 346.70 | 0.41  | 1983.640 | 0.240   | 92.9   | 0.4    | 14.50 | 651.7   | 22.5   | 1.07   | 0.01 |
| S9   | 0.2724 | 0.0041 | 0.6440 | 0.0200 | 82.41  | 0.24 | 156.60 | 0.10  | 150.60 | 1.00  | 1976.710 | 0.920   | 51.3   | 0.7    | 15.10 | 793.2   | 36.9   | 0.93   | 0.02 |
| S12  | 0.2987 | 0.0018 | 0.8883 | 0.0017 | 33.56  | 0.49 | 230.10 | 1.80  | 317.90 | 1.50  | 1995.590 | 0.040   | 58.9   | 0.2    | 15.50 | 272.9   | 2.0    | 1.69   | 0.01 |
| S13  | 0.2641 | 0.0016 | 0.4250 | 0.0023 | 24.70  | 0.48 | 74.50  | 1.70  | 245.20 | 2.40  | 2004.860 | 0.040   | 49.0   | 0.1    | 15.80 | 1242.0  | 2.4    | 0.69   | 0.01 |
| S14  | 0.2863 | 0.0036 | 0.9761 | 0.0037 | 100.59 | 0.87 | 226.38 | 0.64  | 334.59 | 0.87  | 2000.120 | 0.060   | 55.3   | 0.5    | 15.70 | 56.0    | 3.8    | 3.83   | 0.06 |
| S17  | 0.3559 | 0.0096 | 0.3970 | 0.0110 | 96.83  | 0.11 | 191.62 | 0.21  | 326.00 | 1.90  | 1991.190 | 0.410   | 76.6   | 1.0    | 15.30 | 1755.3  | 16.4   | 0.57   | 0.02 |
| S18  | 0.2379 | 0.0015 | 0.4710 | 0.0120 | 110.67 | 0.18 | 49.11  | 0.18  | 349.46 | 0.66  | 1993.860 | 0.160   | 41.9   | 0.2    | 16.70 | 1029.3  | 3.8    | 0.77   | 0.01 |
| S19  | 0.5200 | 0.0940 | 0.7500 | 0.0430 | 71.96  | 0.35 | 344.60 | 0.62  | 155.20 | 2.30  | 2005.390 | 0.160   | 135.0  | 14.0   | 16.00 | 1063.3  | 4.5    | 0.83   | 0.20 |
| S21  | 0.2190 | 0.0017 | 0.7640 | 0.0140 | 58.80  | 1.00 | 259.64 | 0.62  | 166.40 | 1.10  | 2027.400 | 0.170   | 37.0   | 0.3    | 16.90 | 422.7   | 3.6    | 1.32   | 0.02 |
| S22  | 1.3100 | 0.2800 | 0.4490 | 0.0880 | 105.76 | 0.95 | 291.70 | 1.40  | 95.00  | 20.00 | 1996.900 | 10.200  | 540.0  | 63.0   | 16.60 | 5903.7  | 9.7    | 0.32   | 0.10 |
| S23  | 0.2530 | 0.0120 | 0.5600 | 0.1400 | 48.00  | 7.10 | 249.00 | 13.00 | 39.00  | 6.70  | 2024.700 | 3.700   | 45.8   | 1.6    | 17.80 | 910.5   | 1.6    | 0.85   | 0.06 |
| S24  | 0.9440 | 0.0480 | 0.8970 | 0.0049 | 103.67 | 0.42 | 7.93   | 0.37  | 290.00 | 15.00 | 2024.500 | 0.030   | 331.0  | 16.0   | 15.60 | 795.3   | 30.8   | 0.99   | 0.07 |
| S29  | 0.4280 | 0.0190 | 0.7280 | 0.0520 | 105.80 | 1.70 | 161.96 | 0.80  | 346.50 | 5.90  | 2025.960 | 0.940   | 101.0  | 2.0    | 16.70 | 952.2   | 67.4   | 0.87   | 0.05 |
| S31  | 0.4490 | 0.0100 | 0.5497 | 0.0025 | 109.03 | 0.27 | 137.16 | 0.30  | 308.00 | 3.00  | 2018.070 | 0.140   | 108.0  | 1.2    | 15.70 | 1653.7  | 14.6   | 0.63   | 0.02 |
| S33  | 0.6570 | 0.0260 | 0.6080 | 0.0640 | 60.50  | 2.50 | 100.10 | 5.50  | 303.70 | 1.60  | 1928.000 | 12.000  | 192.0  | 5.2    | 16.00 | 2106.5  | 179.7  | 0.56   | 0.03 |
| S38  | 0.1416 | 0.0002 | 0.8201 | 0.0007 | 171.10 | 2.10 | 101.06 | 0.24  | 17.99  | 0.25  | 2003.190 | 0.010   | 19.2   | 0.0    | 17.00 | 208.4   | 1.5    | 1.91   | 0.01 |
| S39  | 0.3700 | 0.0150 | 0.9236 | 0.0021 | 89.36  | 0.73 | 159.03 | 0.10  | 23.30  | 3.80  | 2000.060 | 0.060   | 81.1   | 1.5    | 16.80 | 231.2   | 3.3    | 1.86   | 0.09 |
| S42  | 0.9500 | 0.1800 | 0.5670 | 0.0830 | 67.16  | 0.66 | 196.14 | 0.75  | 35.80  | 3.20  | 2008.240 | 0.750   | 335.0  | 58.0   | 17.50 | 3364.4  | 24.8   | 0.44   | 0.13 |
| S54  | 1.2000 | 0.8700 | 0.8930 | 0.0780 | 62.20  | 1.40 | 288.35 | 0.70  | 140.80 | 2.30  | 2004.460 | 0.070   | 477.0  | 199.0  | 17.50 | 1050.2  | 1.9    | 0.86   | 0.78 |
| S55  | 0.1078 | 0.0010 | 0.7209 | 0.0077 | 150.10 | 2.20 | 325.50 | 4.00  | 331.50 | 3.90  | 2009.340 | 0.040   | 12.8   | 0.1    | 17.50 | 246.1   | 4.1    | 1.70   | 0.02 |
| S60  | 0.3877 | 0.0070 | 0.7179 | 0.0051 | 126.87 | 0.30 | 170.54 | 0.85  | 29.37  | 0.29  | 2023.890 | 0.090   | 87.1   | 1.4    | 16.30 | 894.5   | 1.7    | 0.89   | 0.02 |
| S66  | 1.5020 | 0.0950 | 0.1280 | 0.0430 | 128.50 | 1.60 | 92.30  | 3.20  | 134.00 | 17.00 | 1771.000 | 38.000  | 664.0  | 37.0   | 14.80 | 10712.4 | 620.5  | 0.21   | 0.02 |
| S67  | 1.1260 | 0.0260 | 0.2930 | 0.0570 | 136.00 | 1.10 | 96.50  | 6.40  | 213.50 | 1.60  | 1705.000 | 22.000  | 431.0  | 10.0   | 12.10 | 6511.2  | 360.6  | 0.29   | 0.01 |
| S71  | 0.9730 | 0.0400 | 0.8990 | 0.0130 | 74.00  | 1.30 | 35.16  | 0.86  | 337.80 | 4.90  | 1695.000 | 21.000  | 346.0  | 11.0   | 16.10 | 803.8   | 1.4    | 0.99   | 0.06 |
| S83  | 1.4900 | 0.1900 | 0.3650 | 0.0750 | 127.20 | 1.40 | 87.70  | 1.20  | 203.60 | 6.00  | 2046.800 | 6.300   | 656.0  | 69.0   | 13.60 | 7738.6  | 22.5   | 0.27   | 0.05 |
| S85  | 4.6000 | 3.3000 | 0.7800 | 0.1500 | 84.78  | 0.29 | 107.36 | 0.43  | 156.30 | 6.80  | 1930.200 | 9.800   | 3580.0 | 2550.0 | 15.60 | 8277.1  | 29.6   | 0.30   | 0.33 |
| S87  | 2.7400 | 0.1600 | 0.2240 | 0.0270 | 119.54 | 0.87 | 106.32 | 0.99  | 336.10 | 7.70  | 611.000  | 154.000 | 1640.0 | 105.0  | 13.60 | 17390.5 | 2572.9 | 0.17   | 0.02 |
| S89  | 1.0810 | 0.0550 | 0.6390 | 0.0380 | 87.61  | 0.16 | 238.99 | 0.18  | 126.40 | 4.00  | 1783.000 | 26.000  | 406.0  | 27.0   | 15.30 | 3191.8  | 407.2  | 0.46   | 0.04 |
| S91  | 1.9170 | 0.0890 | 0.3030 | 0.0340 | 114.49 | 0.32 | 105.35 | 0.74  | 356.40 | 1.60  | 1108.000 | 69.000  | 958.0  | 50.0   | 12.20 | 10928.4 | 74.5   | 0.22   | 0.02 |
| S96  | 1.4990 | 0.0570 | 0.1740 | 0.0220 | 126.36 | 0.96 | 115.66 | 0.59  | 233.60 | 2.40  | 1646.000 | 16.000  | 662.0  | 29.0   | 10.00 | 10127.0 | 530.0  | 0.22   | 0.02 |
| S97  | 2.3200 | 0.4600 | 0.3500 | 0.1100 | 113.00 | 1.30 | 113.20 | 1.40  | 28.00  | 14.00 | 2132.000 | 29.000  | 1270.0 | 309.0  | 10.30 | 12333.9 | 305.9  | 0.21   | 0.08 |
| S145 | 1.1200 | 0.1800 | 0.5000 | 0.2500 | 83.70  | 1.60 | 263.92 | 0.94  | 185.00 | 16.00 | 1808.000 | 58.000  | 426.0  | 71.0   | 17.50 | 4580.2  | 1471.2 | 0.37   | 0.10 |
| S175 | 0.4140 | 0.0390 | 0.9867 | 0.0018 | 88.53  | 0.60 | 326.83 | 0.78  | 68.52  | 0.40  | 2009.510 | 0.010   | 96.2   | 5.0    | 17.50 | 45.0    | 0.8    | 4.27   | 0.47 |
| R34  | 1.8100 | 0.1500 | 0.6410 | 0.0980 | 136.00 | 8.30 | 330.00 | 19.00 | 57.00  | 8.00  | 1522.000 | 52.000  | 877.0  | 83.0   | 14.00 | 5314.6  | 856.3  | 0.36   | 0.05 |
| R44  | 3.9000 | 1.4000 | 0.2700 | 0.2700 | 131.00 | 5.20 | 80.50  | 7.10  | 217.00 | 24.00 | 1963.000 | 85.000  | 2730.0 | 1350.0 | 14.00 | 23285.6 | 901.5  | 0.15   | 0.11 |

## Literatura
- Melia, Fulvio (2003). The Black Hole at the Center of our Galaxy. Princeton: Princeton University Press. ISBN 978-0691095059.
- Backer, D. C. & Sramek, R. A. (20. 10. 1999). „Proper Motion of the Compact, Nonthermal Radio Source in the Galactic Center, Sagittarius A*”. The Astrophysical Journal. 524 (2): 805—815. Bibcode:1999ApJ...524..805B. arXiv:astro-ph/9906048 . doi:10.1086/307857.
- Doeleman, Sheperd;  . (4. 9. 2008). „Event-horizon-scale structure in the supermassive black hole candidate at the Galactic Centre”. Nature. 455 (7209): 78—80. Bibcode:2008Natur.455...78D. PMID 18769434. arXiv:0809.2442 . doi:10.1038/nature07245.
- Eckart, A.; Schödel, R.; Straubmeier, C. (2005). The Black Hole at the Center of the Milky Way. London: Imperial College Press.
- Eisenhauer, F.;  . (23. 10. 2003). „A Geometric Determination of the Distance to the Galactic Center”. The Astrophysical Journal. 597 (2): L121—L124. Bibcode:2003ApJ...597L.121E. arXiv:astro-ph/0306220 . doi:10.1086/380188.
- The Event Horizon Telescope Collaboration (10. 4. 2019). „First M87 Event Horizon Telescope Results. I. The Shadow of the Supermassive Black Hole”. The Astrophysical Journal Letters. 87 (1): L1. Bibcode:2019ApJ...875L...1E. arXiv:1906.11238 . doi:10.3847/2041-8213/ab0ec7.
- Ghez, A. M.;  . (12. 3. 2003). „The First Measurement of Spectral Lines in a Short-Period Star Bound to the Galaxy's Central Black Hole: A Paradox of Youth”. The Astrophysical Journal. 586 (2): L127—L131. Bibcode:2003ApJ...586L.127G. arXiv:astro-ph/0302299 . doi:10.1086/374804.
- Ghez, A. M.;  . (decembar 2008). „Measuring Distance and Properties of the Milky Way's Central Supermassive Black Hole with Stellar Orbits”. Astrophysical Journal. 689 (2): 1044—1062. Bibcode:2008ApJ...689.1044G. arXiv:0808.2870 . doi:10.1086/592738.
- Gillessen, Stefan;  . (23. 2. 2009). „Monitoring stellar orbits around the Massive Black Hole in the Galactic Center”. The Astrophysical Journal. 692 (2): 1075—1109. Bibcode:2009ApJ...692.1075G. arXiv:0810.4674 . doi:10.1088/0004-637X/692/2/1075.
- Melia, Fulvio (2007). The Galactic Supermassive Black Hole. Princeton: Princeton University Press. ISBN 978-0-691-13129-0.
- O'Neill, Ian (10. 12. 2008). „Beyond Any Reasonable Doubt: A Supermassive Black Hole Lives in Centre of Our Galaxy”. Universe Today.
- Osterbrock, Donald E. & Ferland, Gary J. (2006). Astrophysics of Gaseous Nebulae and Active Galactic Nuclei (2nd изд.). University Science Books. ISBN 978-1-891389-34-4.
- Reid, M.J.; Brunthaler, A. (2004). „Sgr A* – Radio-source”. Astrophysical Journal. 616 (2): 872—884. Bibcode:2004ApJ...616..872R. arXiv:astro-ph/0408107 . doi:10.1086/424960.
- Reynolds, C. (4. 9. 2008). „Astrophysics: Bringing black holes into focus”. Nature. 455 (7209): 39—40. Bibcode:2008Natur.455...39R. PMID 18769426. doi:10.1038/455039a.
- Schödel, R.;  . (17. 10. 2002). „A star in a 15.2-year orbit around the supermassive black hole at the centre of the Milky Way”. Nature. 419 (6908): 694—696. Bibcode:2002Natur.419..694S. PMID 12384690. arXiv:astro-ph/0210426 . doi:10.1038/nature01121.
- Schödel, R.; Merritt, D.; Eckart, A. (jul 2009). „The nuclear star cluster of the Milky Way: Proper motions and mass”. Astronomy and Astrophysics. 502 (1): 91—111. Bibcode:2009A&A...502...91S. arXiv:0902.3892 . doi:10.1051/0004-6361/200810922.
- Wheeler, J. Craig (2007). Cosmic Catastrophes: Exploding Stars, Black Holes, and Mapping the Universe (2nd изд.). Cambridge, UK: Cambridge University Press. ISBN 978-0-521-85714-7.

## Spoljašnje veze
- „Is there a Supermassive Black Hole at the Center of the Milky Way? (arxiv preprint)”. arXiv:abs/0808.2624  Проверите вредност параметра |arxiv= (помоћ).
- „2004 paper deducing mass of central black hole from orbits of 7 stars (arxiv preprint)”. arXiv:abs/astro-ph/0306130  Проверите вредност параметра |arxiv= (помоћ).